# Yeles
Yeles é um município da Espanha, na província de Toledo, comunidade autónoma de Castela-Mancha. Tem 20,33 km² de área e em 2021 tinha 5 779 habitantes (densidade: 284,3 hab./km²). Pertence à comarca de La Sagra, e limita com os municípios de Torrejón de Velasco, Esquivias, Numancia de la Sagra e Illescas.